# 陸前大塚站
陸前大塚站（日语：／ Rikuzen-ōtsuka eki */?）是一位於日本宮城縣東松島市，隸屬於東日本旅客鐵道（JR東日本）的鐵路車站。現時隷屬於仙石線，車站原稱為「大塚站」，是宮城電氣鐵道的車站，但1944年被國有化後，因與位於東京都的大塚站同名，所以加上舊令制國「陸前」的稱呼以茲識別。車站位於松島海岸沿岸，貼近海邊，外側路軌的外圍建有防波堤以防潮漲時海水灌入站內，不過，2011年的東北地方太平洋沖地震及引發的海嘯令部份月台及路軌受損，車站因而停業，經過近四年復修後，於2015年5月30日重新營業。

## 車站結構

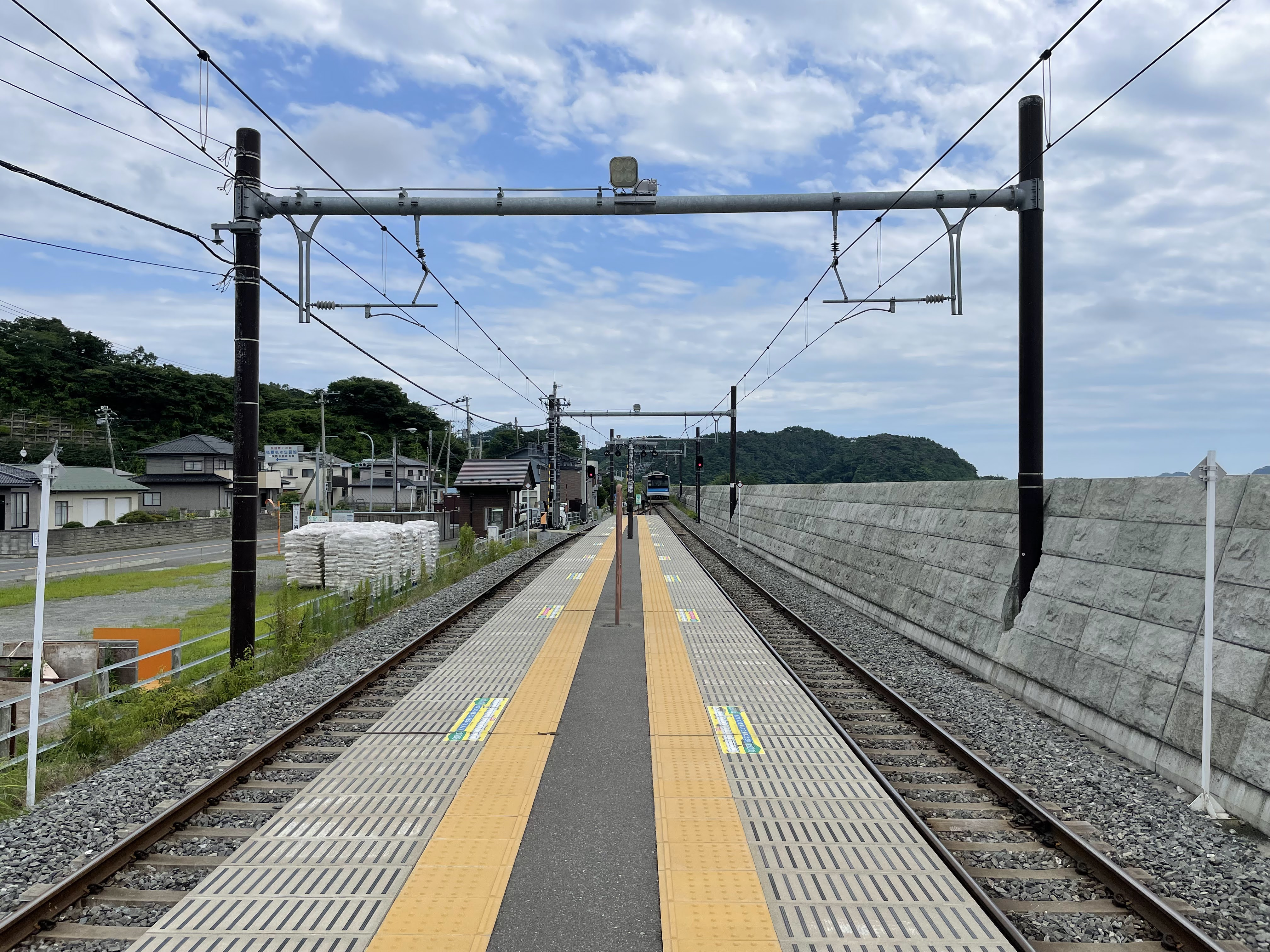
月台（2022年7月）

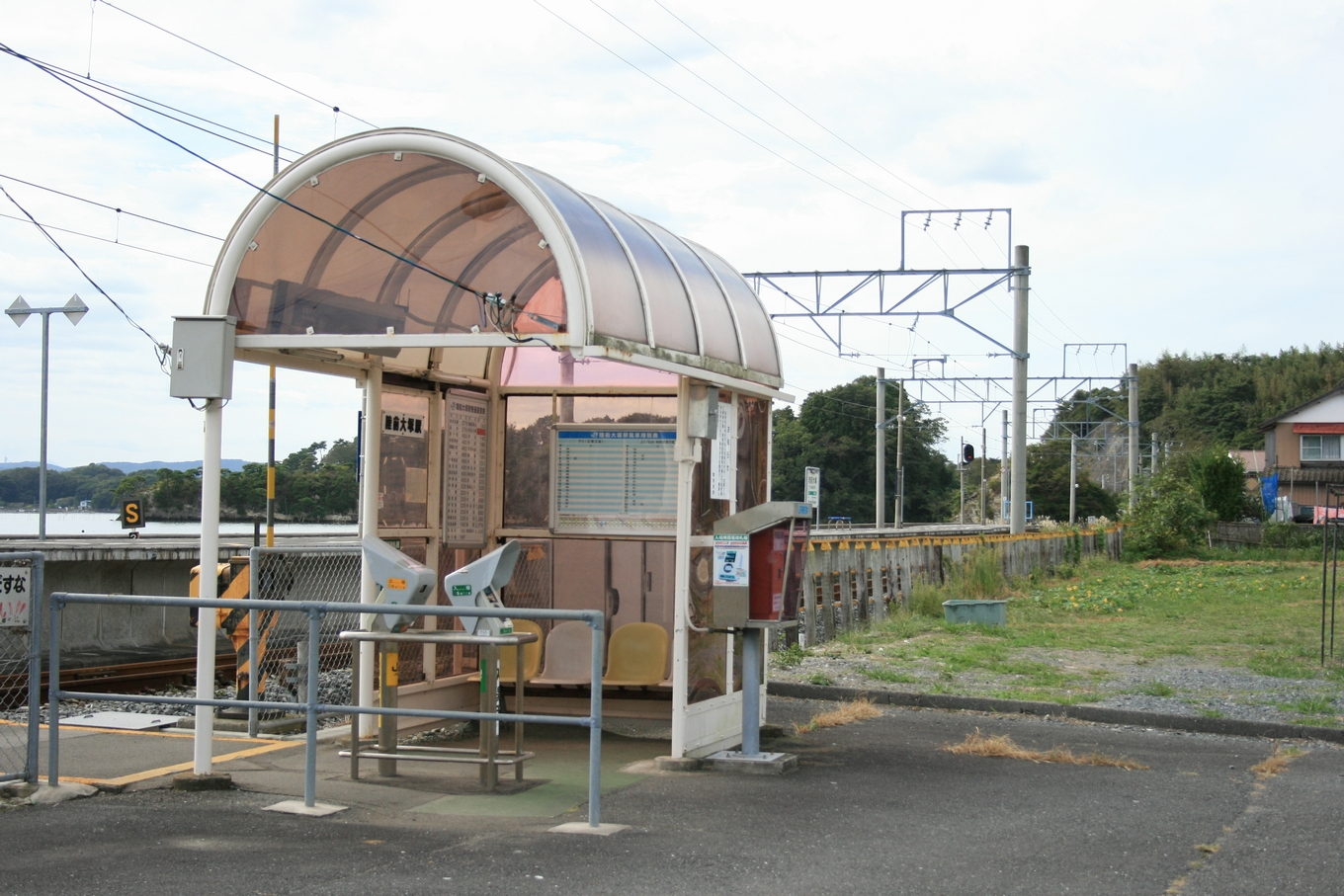
東北地方太平洋沖地震前的車站入口及候車亭（2007年9月）

現時完全採用簡易車站模式運作，2011年前並不設有站舍，只在入口處旁以鐵管建成了一座設有座位的有蓋候車亭，並裝設了對應Suica的感應器，是非常簡單的設計。
因應仙石線的重建工程，本站將原來的簡易候車亭改成為建有一座半開放式的單層木及水泥搭成的簡易站房，左側為開放式車站出入口及閘口，備有上蓋，而正門兩邊分別裝設了出、入站專用的Suica感應器；至於右側為設有1間小型的室內候車室，附設有乘車站證明書發行機一部及數張座椅，相比過往只以膠板圍起的開放式設計大有改善，
另外入站後及前往月台的樓梯亦重新整理，將因地震而裂開的地面修補。同時亦修復了連接月台、1號月台路軌及閘口間平交道的自動欄杆。不過因月台寬度過於狹窄，重建後仍然未對應有無障礙斜道。
設有島式月台1座，可提供1線2面的配置，採用完全露天的形式，有效長度為4輛。其中靠近候車亭的一邊為避線月台，只限避車時才使用；通過列車及一般情況下的普通列車，均使用靠近海邊的2號月台。

### 月台配置
| 月台 | 路線    | 方向 | 目的地                           |
| ---- | ------- | ---- | -------------------------------- |
| 1、2 | ■仙石線 | 下行 | 矢本、石卷方向                   |
| 1、2 | ■仙石線 | 上行 | 本鹽釜、多賀城、仙台、青葉通方向 |

## 歷史
- 1928年4月10日：宮城電氣鐵道（日语：宮城電気鉄道）大塚站（おおつか）開業。
- 1931年12月1日：車站遷移至現地。
- 1944年5月1日：宮城電氣鐵道國有化，改為日本國有鐵道車站，並改稱陸前大塚站。
- 1945年6月10日：車站暫時休止。
- 1946年6月10日：車站重開。
- 1987年4月1日：國鐵分割民營化、車站由JR東日本繼承。
- 1988年3月10日：昇格為列車交換站，增設交換設施（即現時1號月台路軌）。
- 2003年10月26日：可使用IC卡「Suica」。
- 2011年3月11日：東北地方太平洋沖地震，受海嘯影響而暫停營業。
- 2015年5月30日：仙石線全線復舊，再營業。但仙石東北線列車並不在此停車[2]。

## 相鄰車站
東日本旅客鐵道
■仙石線
□特別快速、■快速（紅快速）、■快速（綠快速）（※以上為仙石東北線系統）
通過
■普通
陸前富山－陸前大塚－東名

## 外部連結
- JR東日本陸前大塚站官方網頁 （页面存档备份，存于） （日語）